# アメリカン・ドリーマー 理想の代償
『アメリカン・ドリーマー 理想の代償』（原題:A Most Violent Year）は2014年に公開されたアメリカ合衆国のドラマ映画である。監督はJ・C・チャンダー、主演はオスカー・アイザックが務めた。

## ストーリー
1981年のニューヨーク。アベル・モラレスは石油会社を立ち上げて日々奮闘していたが、頻発するタンクローリーの強奪に頭を悩ませていた。ついには、運転手（ジュリアン）が強奪犯に重傷を負わされる事件まで発生した。アベルの妻、アンナは暴力には暴力で対抗すべきだと主張していたが、理想主義者のアベルはそれを拒絶していた。そんなある日、アベルの自宅と会社に家宅捜査が入った。当局は石油会社による脱税と価格操作を疑っていたのである。
競争相手を打倒するために、アベルは代理人のアンドリュー・ウォルシュを介して、ハシディズムの指導者であるジョセフ・メンデルソーンとの交渉に乗り出した。イースト川の石油ターミナルを購入することに成功したお陰で、アベルの会社は石油を直接輸入できるようになり、石油保管量も激増した。アベルは頭金として価格の40%を支払ったが、残りの60%は1ヶ月以内に支払わなければならない状況にあった。もし支払わなかった場合、頭金は変換されず、ターミナルはアベルのライバル会社に売却される契約になっていた。
新居に移ったモラレス一家だったが、ライバル会社の差し金と思しき脅迫行為に悩まされることとなった。アベルは首謀者を特定しようとしたが、その試みは失敗に終わった。そんな折、全米トラック運転組合の幹部が「タンクローリーの運転手に拳銃を持たせれば強奪被害もなくなるでしょう」と助言してきたが、アベルはビジネスの合法性に固執し続けた。
数週間後、仕事に復帰したジュリアンはまたしても強盗に遭遇した。アベルの許可を得ていない上に、真っ昼間だったにも拘わらず、ジュリアンは拳銃で応戦した。その結果、警察沙汰になってしまった。ジュリアンは警察の追っ手を振り切ったものの、当局がアベルの会社に再び目を付けるようになった。しかも、銀行が今回の一件を問題視し、融資がストップするという事態が発生した。
アベルはターミナル購入費用の150万ドルを必死で調達しようとしたが、工面できたのは70万ドルだけであった。焦ったアベルはマフィアに接触するが、それは法律遵守で商売を行うという信条を自ら破棄する行為だった。当然、アベルはその代償を払うことになった。

## キャスト
- オスカー・アイザック - アベル・モラレス
- ジェシカ・チャステイン - アンナ・モラレス
- アレッサンドロ・ニヴォラ - ピーター・フォレンテ
- デヴィッド・オイェロウォ - ローレンス
- アルバート・ブルックス - アンドリュー・ウォルシュ
- カタリーナ・サンディノ・モレノ - ルイーザ
- アシュレー・ウィリアムズ - ランゲ
- エリス・ガベル - ジュリアン
- ジェリー・アドラー - ジョセフ
- クリストファー・アボット - ルイス・サーヴィディオ
- エリザベス・マーヴェル - ミセス・ローズ
- ピーター・ゲレッティ - ビル・オリアリー
- グレン・フレシュラー - アーノルド・クライン
- デヴィッド・マーギュリーズ - サウル・レフコヴィッツ
- アニー・ファンケ - ローレイン・レフコヴィッツ
- パトリック・ブリーン - 指導者
- マシュー・マー - ジョン・ドミンスク
- ジェイソン・ラルフ - イアン・トンプソン

## 製作
2013年5月23日、J・C・チャンダーが新作映画の製作に着手していると報じられた。6月5日、ハヴィエル・バルデムの出演が決まったとの報道があった。7月16日、ジェシカ・チャステインが本作の出演交渉に臨んでいると報じられた。12月、バルデムが降板し、その代役としてオスカー・アイザックが起用された。
2014年1月23日、アシュレー・ウィリアムズ、エリス・ガベル、エリザベス・マーヴェルの出演が決まった。1月27日、アルバート・ブルックスとカタリーナ・サンディノ・モレノがキャスト入りした。29日、本作の主要撮影がニューヨークで始まった。同日、デヴィッド・オイェロウォが本作に出演することになったと報じられた。2月21日、アレッサンドロ・ニヴォラの起用が発表された。

### 音楽
2014年9月18日、アレックス・イーバートが本作で使用される楽曲を手掛けることになったと報じられた。イーバートは『スカーフェイス』や『特捜刑事マイアミ・バイス』を念頭に置きながら作曲を行った。12月16日、コミュニティ・ミュージックが本作のサウンドトラックを発売した。

## 公開・マーケティング
2014年1月22日、A24が本作の全米配給権を獲得したと報じられた。9月18日、本作のティーザー・トレイラーが公開された。11月3日、本作のオフィシャル・トレイラーが公開された。6日、本作はAFI映画祭でプレミア上映された。

## 興行収入
2014年12月31日、本作は全米4館で限定公開され、公開初週末に17万2788ドル（1館当たり4万3197ドル）を稼ぎ出し、週末興行収入ランキング初登場34位となった。2015年1月30日、本作は全米818館にまで公開規模が拡大され、週末に151万ドルを稼ぎ出し、週末興行収入ランキング初登場13位となった。

## 評価
本作は批評家から絶賛されている。映画批評集積サイトのRotten Tomatoesには215件のレビューがあり、批評家支持率は89%、平均点は10点満点で7.7点となっている。サイト側による批評家の見解の要約は「『アメリカン・ドリーマー 理想の代償』はリアリズムに徹しており、観客の心を掴んでその思考を触発する作品だ。J・C・チャンダー監督の印象に残る作品群にまた一つ名作が加わった。」となっている。また、Metacriticには44件のレビューがあり、加重平均値は79/100となっている。
本作での演技によって、ジェシカ・チャステインが第20回クリティクス・チョイス・アワード及び第72回ゴールデングローブ賞の助演女優賞にノミネートされたが、受賞は逃した。